# Кавове зерно

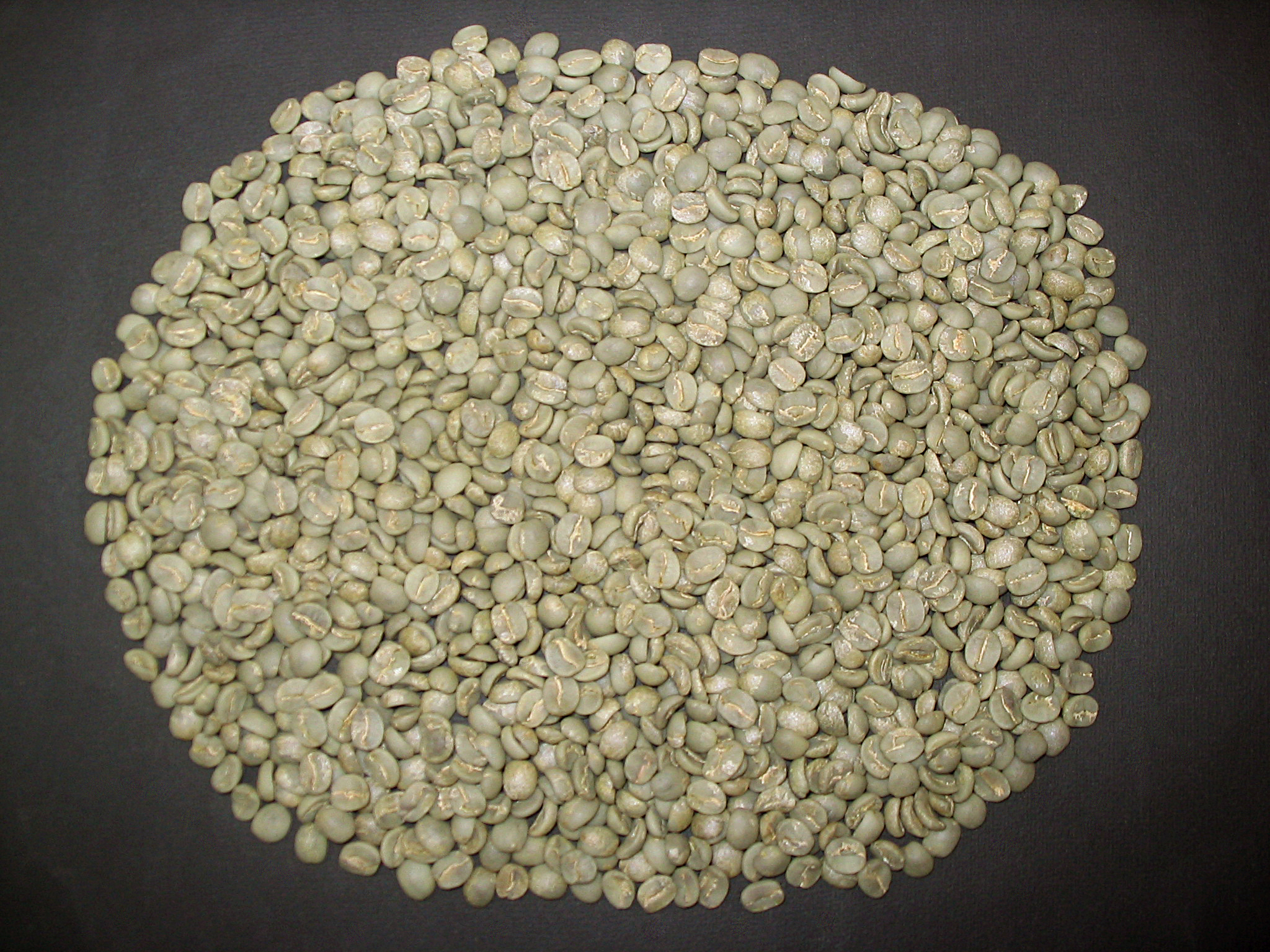
Сирі зерна кави

Кавове зерно — зерно кавового дерева, основа широко вживається в дуже багатьох країнах напою.

## Загальні поняття

### Ботанічні види кавових рослин
У всьому світі розрізняють три основні ботанічні різновиди кавового дерева — арабіка,робуста і ліберіка. Кавове дерево в різних регіонах плодоносить у різні сезони — зазвичай розрізняють періоди основного врожаю і малого врожаю, які незначно відрізняються розміром ягід і також незначно — смаковими якостями настою. Вважається, що чим вище виростає кавове дерево, тим більш ароматний напій виходить з його зерен.

### Структура кавової ягоди

Будова плода:
1 — поздовжній жолобок;
2 — насіння (ендосперм);
3 — насіннєва шкірка (срібляста плівка);
4 — ендокарпій (пергаментна оболонка);
5 — пектиновий шар;
6 — мезокарпій (плодова м'якоть);
7 — екзокарпій (зовнішня плодова оболонка)

Саме зерно в кавовій ягоді захищено декількома шарами, що виконують різні функції. Основним завданням з обробки кавових ягід безпосередньо на плантації є видалення цих шарів без пошкодження самих зерен.

### Розмір зерен
Розмір зерен кави відіграє найважливішу роль у визначенні його сортності — вважається, що чим крупніше зерно, тим спілішою була ягода, з якої його отримали, і відповідно, тим краще настій кави з такого зерна.
Зерна кави сортуються за розміром за допомогою декількох сіток з отворами різного розміру:
- сито № 20 — осередок більше 8 мм — дуже велике зерно
- сито № 19 — осередок 7.543 мм — екстра велике зерно
- сито № 18 — осередок 7.146 мм — велике зерно
- сито № 17 — осередок 6.749 мм — досить велике зерно
- сито № 16 — осередок 6.352 мм — добре зерно
- сито № 15 — осередок 5.955 мм — середнє зерно
- сито № 14 — осередок 5.558 мм — мале зерно
- сито № 13 — осередок 5.161 мм — дрібне зерно
- сито № 12 — осередок 4.764 мм — дуже дрібне зерно

Дані сітки використовуються в більшості країн, що виробляють і купують каву, для визначення розміру зерен, що є одним з найважливіших критеріїв при визначенні сортності (приналежності до того або іншого грейду).

### Цільні зерна

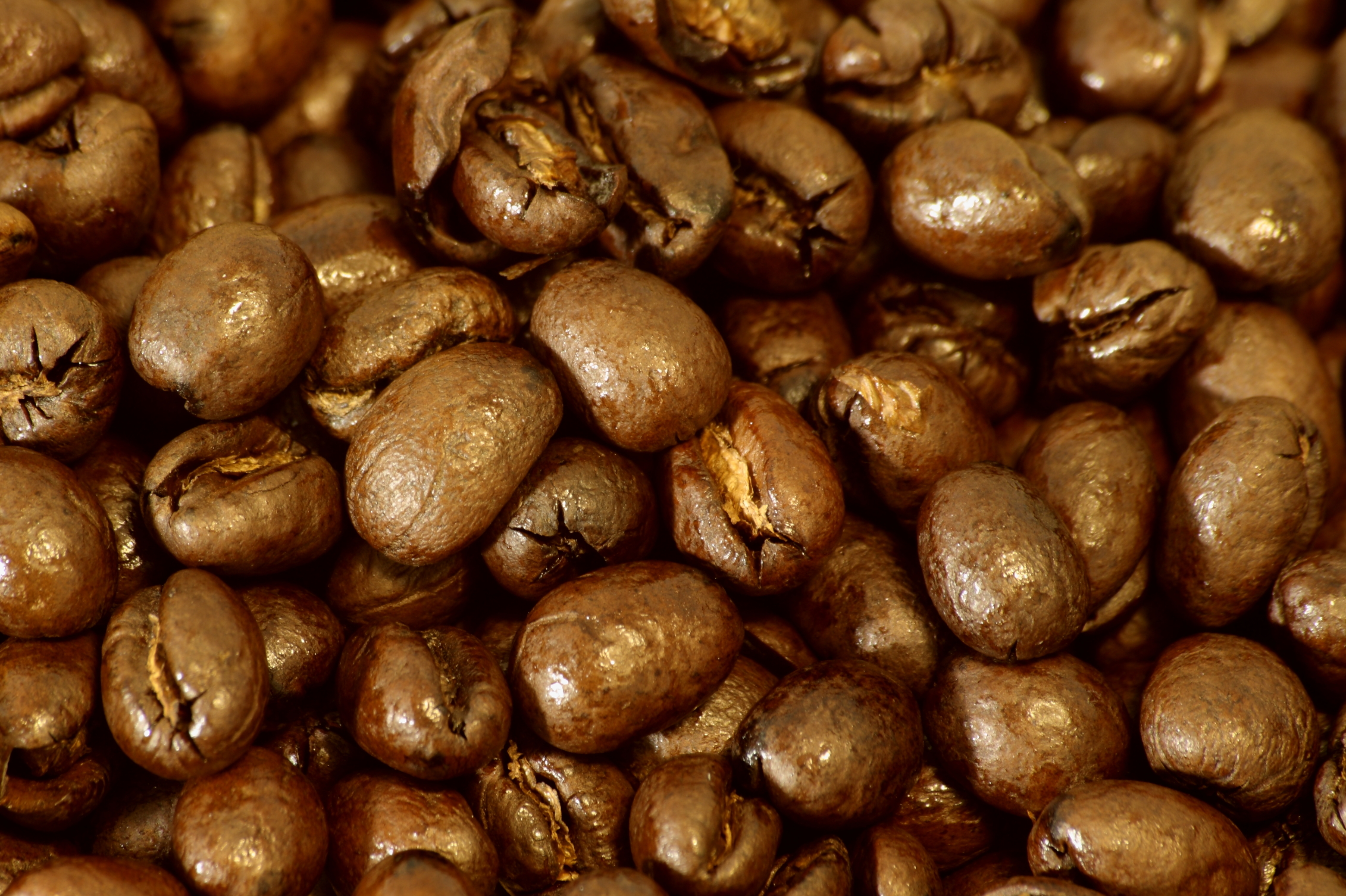
Обсмажені цільні зерна «піберрі»

Зазвичай в кавовій ягоді знаходиться два зерна, однак іноді при запиленні розвивається тільки одне. Цільні зерна за формою нагадують горошину, за що їх і називають «пібері» (англ. Peaberry — буквально «горохова ягода»). Кількість плодів з такими зернами становить приблизно 5 % від усього врожаю.

### Дефекти
У даний час не існує єдиного стандарту для визначення якості кави і різних дефектів зерна.
Під чорним зерном розуміється необсмажене кавове зерно, яке стало темним внаслідок загнивання. Найчастіше після обжарювання відрізнити чорні зерна стає непросто. Вважається, що навіть одне таке зерно при попаданні в чашку кави може повністю зіпсувати смак напою.
Під червоточина розуміються проїдені комахами у тілі кавового зерна канали. Як правило, до моменту обжарювання зерен, на стадії лущення і очищення зерен від сторонніх включень, більшість комах встигають покинути ці канали, але все ж разом із зернами кави обсмажується і невелика кількість комах.

### Класифікація
На даний момент не існує універсальної системи класифікації зелених кавових зерен, хоча існують національні і біржові системи, засновані на різних параметрах. Наприклад, є класифікації, які опираються на висоту зростання при специфікації сорту — скорочення SHB і SHG позначають Strictly Hard Bean (дуже тверде зерно) і Strictly High Grown (дуже високозростаюче), що відповідає висоті плантацій близько 1000 метрів над рівнем моря. Таким чином, щільне зерно асоціюється з високозростаючим і, відповідно, високоякісним. У той же час у Бразилії абревіатура SS позначає Strictly Soft (зовсім м'яке) і говорить про приналежність до високого грейду — мова йде про смакові якості напою, а зовсім не про щільності зерна як такого. Ефіопська кава Grade 4 є найкращою кавою сухої обробки, який ви можете отримати з Ефіопії, тоді як Grade 1 DP із Суматри допускає 8 % дефектів і може поступатися за якістю кавових зерен з Ефіопії (DP означає Dry Processed — оброблено по сухій технології).